# Phyllacanthus imperialis

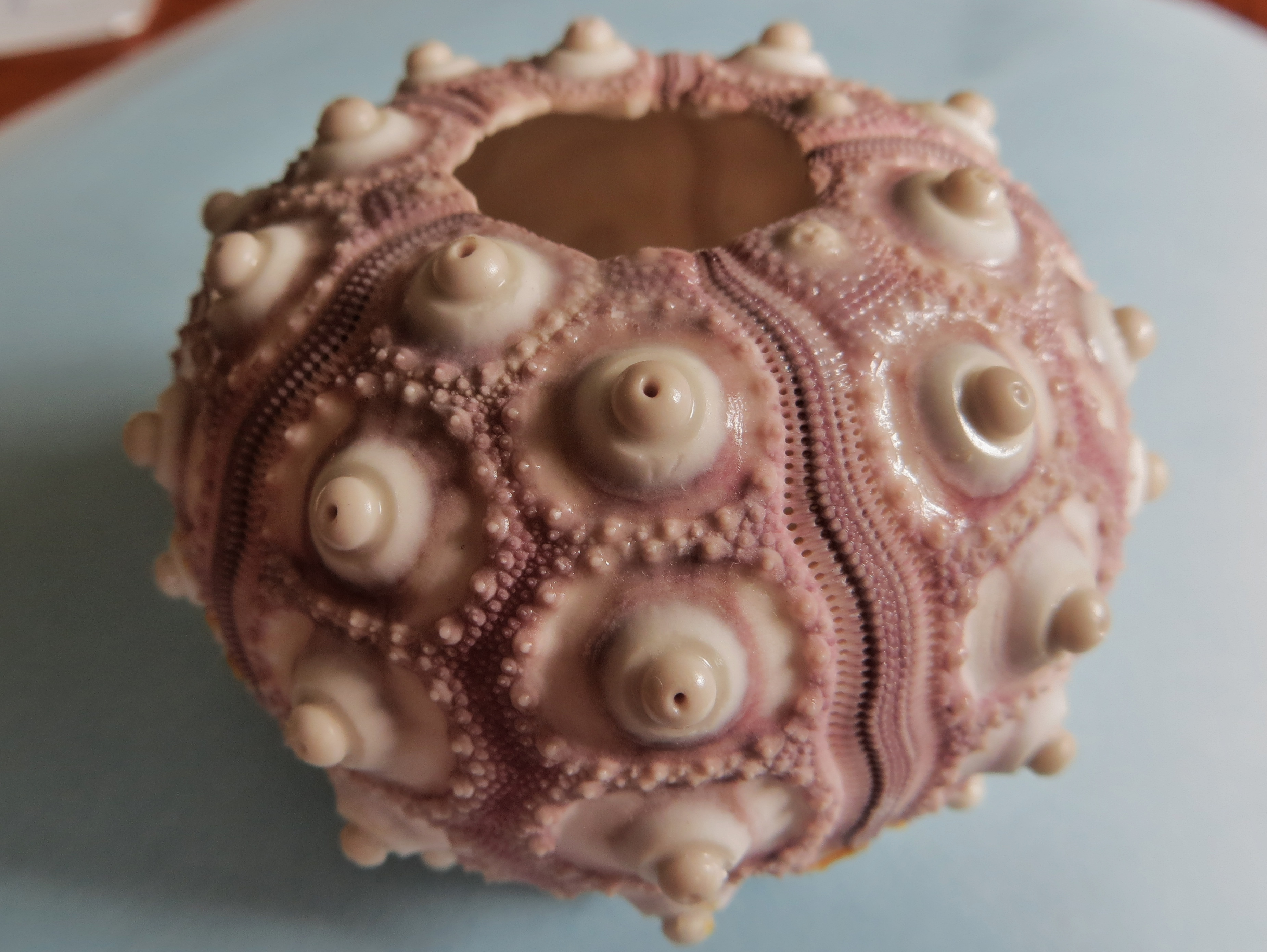
Панцир

Phyllacanthus Imperialis є одним з видів морських їжаків в родині Cidaridae.
Phyllacanthus Imperialis має характерні товсті, тупі шипи. Панцир коричневий або чорний. Шипи різняться за кольором. Цей вид активний вночі, харчується безхребетними та губками. Вдень він, як правило, залишається у дірах коралового рифу. Phyllacanthus imperialis зустрічається в усій Індо-Тихоокеанській області.